# Отель-де-Виль (станция метро)
Отель-де-Виль (фр. Hôtel de Ville) — пересадочный узел Парижского метрополитена между линиями 1 и 11. Назван по расположению под центральной ратушей Парижа — отелем де Виль.

## История
- Зал линии 1 открылся в составе первых восьми станций Парижского метро на участке Порт-де-Винсен — Порт-Малиот 19 июля 1900 года. Зал линии 11 открылся в составе первого пускового участка данной линии (Шатле — Порт-де-Лила) 28 апреля 1935 года. В период проведения подготовки к автоматизации линии 1 с 21 по 22 марта 2009 года зал линии 1 был закрыт, но зал линии 11 действовал, что позволяло пассажирам доехать по ней до станции "Шатле" и совершить на ней пересадку в работавший в те дни зал линии 1.[2]
- Пассажиропоток пересадочного узла по входу в 2004 году оценивался STIF в 12,03 миллиона пассажиров[3]. Согласно статистике RATP, в 2011 году в оба зала пересадочного узла вошли 12 760 823 пассажира[4], однако в 2013 году входной пассажиропоток сильно снизился и составил 11 953 352 человек (13 место по уровню входного пассажиропотока в Парижском метро)[5].

## Конструкция и оформление
Как и большинство станций парижского метро, Отель-де-Виль использует конфигурацию станции с боковыми платформами для линий 1 и 11. Движение на линиях, как и в остальном метро, правостороннее. Две части пересадочного узла расположены перпендикулярно друг к другу, 1 линия под Рю де Риволи и линия 11 ниже Рю де Ренар. Зал линии 1 построен по проекту однопролётной станции мелкого заложения с двумя боковыми платформами, боковые стены которого отделаны мрамором. Зал линии 11 построен по типовому парижскому проекту 1900—1952 годов (односводчатая станция мелкого заложения с двумя боковыми платформами), свод и боковые стены отделаны глазурованной плиткой. На станции установлены автоматические платформенные ворота.

## Путевое развитие
К северу от зала линии 11 на ней располагается пошёрстный съезд. На период реновации зала линии 11 станции Шатле он используется для оборота поездов.

## Галерея

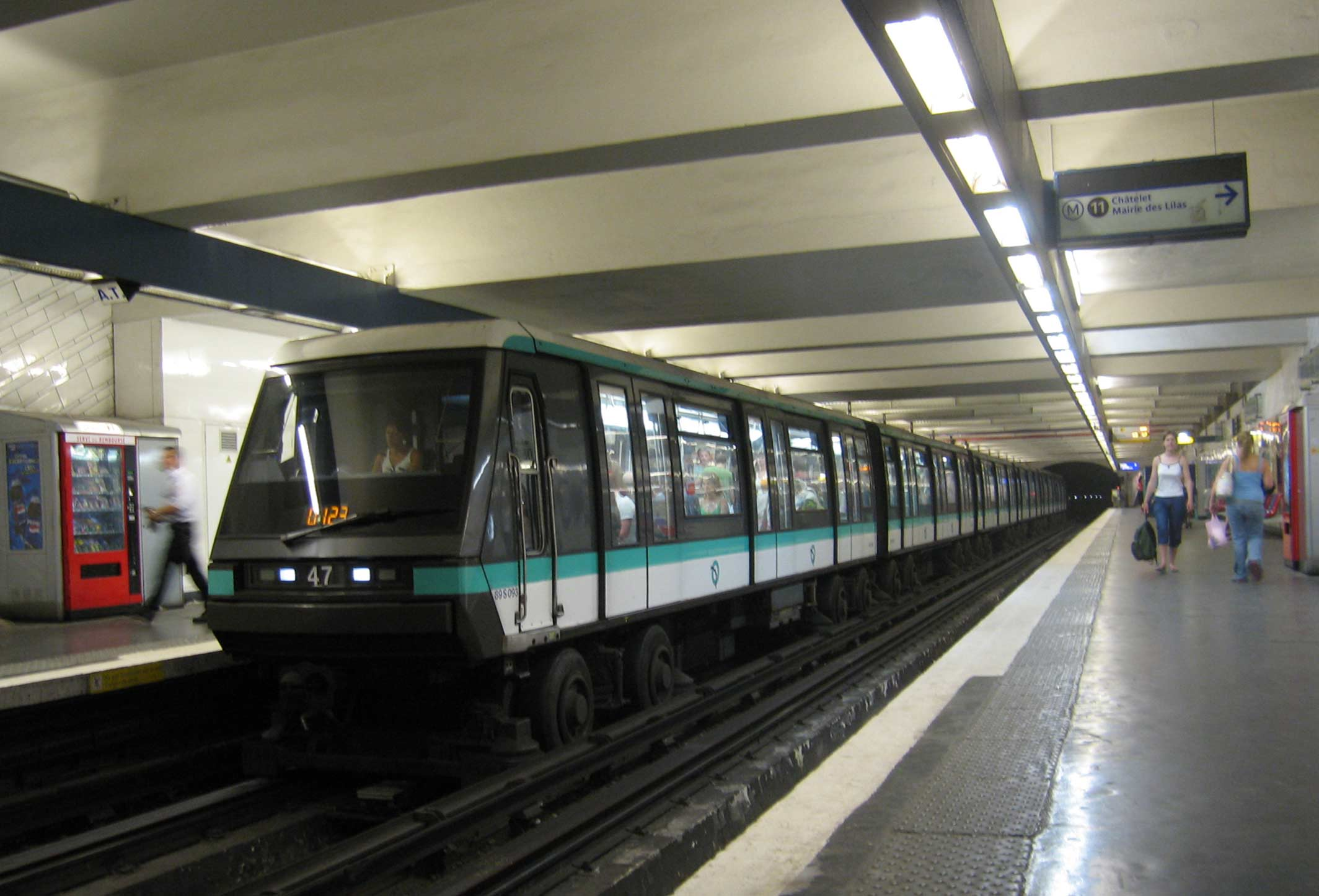
Поезд MP 89CC на шинном ходу в зале линии 1
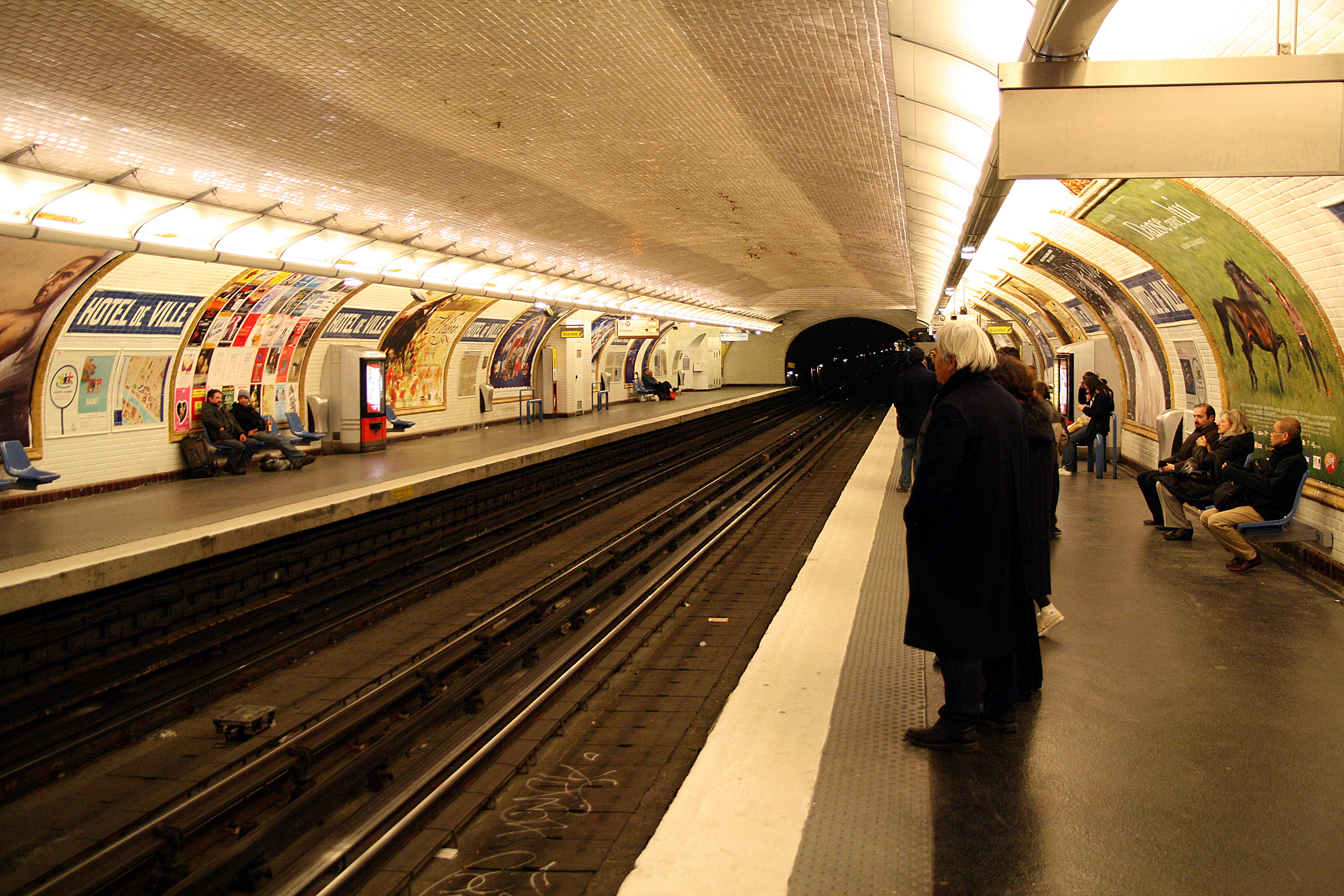
Зал линии 11
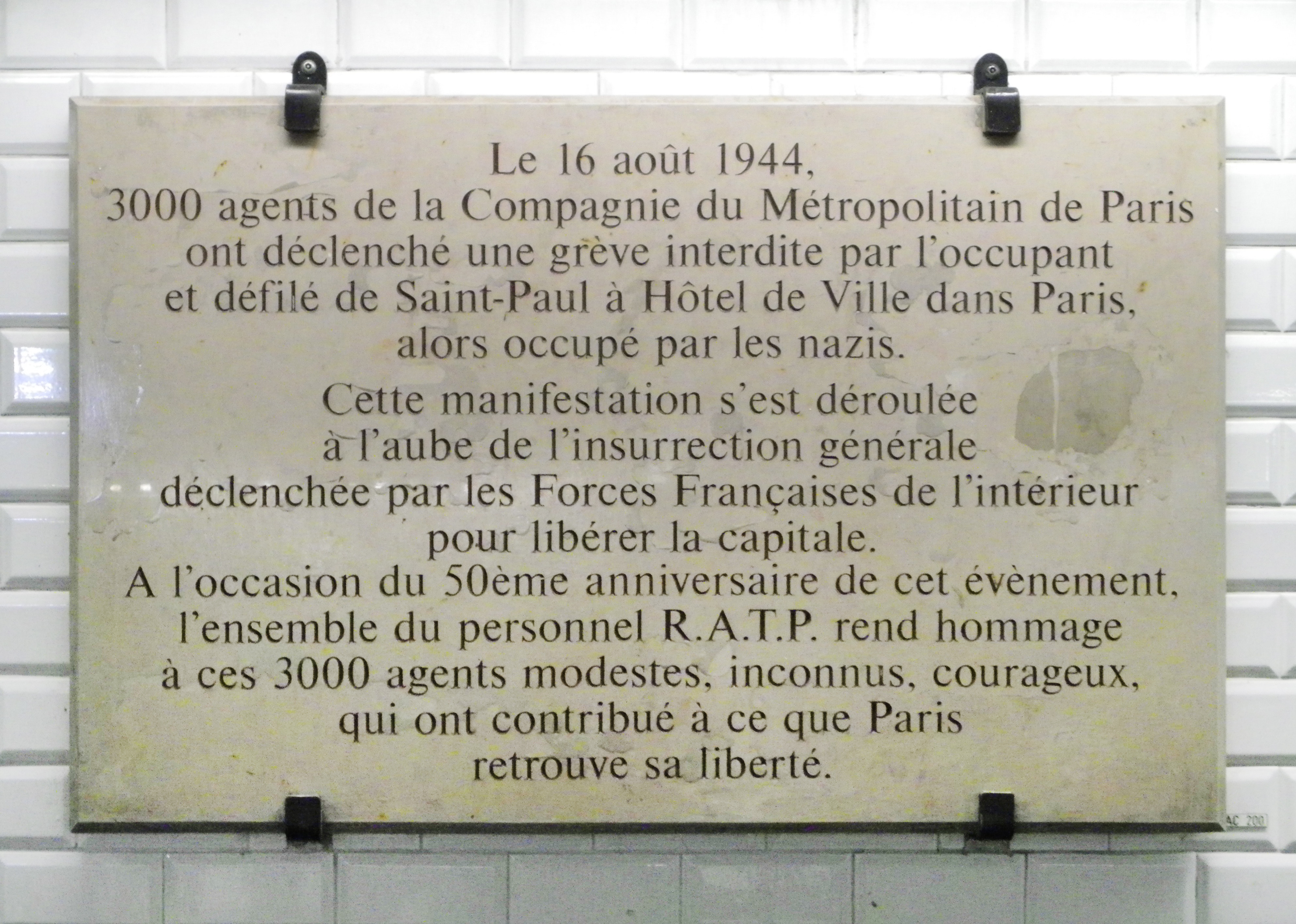
Мемориальная доска, посвящённая забастовке работников метро 16 августа 1944 года и их шествию между Сен-Полем и Отель-де-Вилем